# Jože Abram
Jože Abram (znan tudi pod imenom Josip Abram Trentar in psevdonimom Bajda Kazak), slovenski rimskokatoliški duhovnik, pisatelj, dramatik, prevajalec in organizator planinstva v Trenti, * 2. februar 1875, Štanjel, † 22. junij 1938, Ljubljana.
Gimnazijo je obiskoval v Gorici in Ljubljani, kjer je končal tudi študij teologije. Po končanem študiju je kot kaplan služboval v Bovcu in kot vikar v Trenti. V Trenti je začel tudi zbirati etnografski material in se posvetil ustanavljanju knjižnic, ki jih je tudi zalagal s knjigami. Poleg tega je ustanavljal različna društva in denarne ustanove, s katerimi je poskušal pomagati ljudem iz socialnih in finančnih težav.
Med službovanjem v Trenti se je navdušil nad lepotami slovenskih gora in tam srečal znane trentarske gorske vodnike Antona Tožbarja z vzdevkom »Špik« in Andreja Komca z vzdevkom »Mota«. Tam je spoznal tudi velikega ljubitelja gora Juliusa Kugyja ter Jakoba Aljaža.
Po treh letih so ga premestili v Novake, kljub temu pa se je Abram pogosto vračal v Trento in o njej tudi veliko pisal. Pogosto se je srečeval s prijateljem iz študijskih dni, Janezom Evangelistom Krekom, ki ga je še posebej navduševal za pesnikovanje in pisanje. Tako je Abram napisal dramo o Zlatorogu, za katero je nekaj motivov uglasbil Vinko Vodopivec.
Poleg ustvarjalnega pisanja je veliko prevajal, še posebej iz ukrajinščine. Mdr. je prevedel romantično pesniško zbirko Kobzar najpomembnejšega ukrajinskega pesnika Tarasa G. Ševčenka. Zaradi aktivnega raziskovanja ukrajinske kulture še danes velja za enega pomembnejših pobudnikov slovensko-ukrajinskih kulturnih stikov, med drugim je na pobudo Janeza Evangelista Kreka ustanovil društvo Zaporoška Sič, prek katerega je objavljal pod psevdonimom Bajda Kazak. Na njegovi rojstni hiši v Štanjelu je bil leta 2010 postavljen doprsni kip Ševčenka.
Kasneje je služboval tudi v Biljah v Vipavski dolini, Bukovici, Orehovljah, Oblokah, kjer je preživel tudi prvo svetovno vojno, ter na koncu služboval v Sv. Luciji in Pevmi, kjer je obnovil obe cerkvi, kateri je zanj poslikal slikar Tone Kralj. Umrl je v Ljubljani leta 1938.

## Dela
- Vmeščenje Valuka za gorotanskega kneza in vojvoda pri Gospé Sveti na Koroškem okoli l. 620 po Kr. rojstvu s staroslovenskim poganskim obrednim praznikom / z uporabo slovenskih, zlasti pa ukrajinskih narodnih obrednih pesmi sestavil Jos. Abram ; pevske točke priredil z uporabo ukrajinskih narodnih napevov Vinko Vodopivec. V Ljubljani : Slovenska straža, 1914
- Dr Janez Ev. Krek : 1865-1917 / za desetletnico njegove smrti napisal Trentar. Gorica : "Goriška straža", 1928
- Zlatorog. V Ljubljani : Založba Drama, 1934
- Moja Trenta. zbral in uredil Jožko Kragelj. Nova Gorica : Branko, 1997
- Kobzar: faksimile Abramovih prevodov pesnika, pisatelja in slikarja Tarasa Ševčenka. Ljubljana: Družina, 2007 (prvič objavljeno leta 1907)
- Planinski cvet / Josip Abram Trentar ; izbor besedil in spremna beseda Jožko Kragelj. Celje: Društvo Mohorjeva družba : Celjska Mohorjeva družba, 2005